# Fort Chipewyan
Fort Chipewyan est l'une des installations européennes les plus anciennes dans la province de l'Alberta au Canada. L'installation a été établie par la compagnie du nord-ouest sur la rive ouest du lac Athabasca, à l'embouchure de la rivière des Esclaves.
Le tourisme joue un rôle clé dans l'économie de la ville en particulier pendant les mois d'été. Il n'y a pas de routes permanentes vers Fort Chipewyan. Le moyen le plus utilisé pour s'y rendre est donc l'avion.
La population de la ville est de 902 habitants.

## Inquiétudes autour de la contamination de l'environnement
Le hameau de Fort Chipewyan a fait l'objet de plusieurs études liées à une contamination de l'environnement, en lien avec un taux de cancer, et notamment de cancers rares, important dans les populations autochtones,. On trouverait dans l'environnement des taux importants d'arsenic, de HAP, et de mercure ,. Serait notamment mise en cause l'extraction de sables bitumineux, et même si la question soulève de nombreuses controverses,,, des études de référence semblent accréditer cette thèse,,.

## Climat
| Mois                                  | jan.      | fév.       | mars       | avril      | mai        | juin      | jui.      | août      | sep.       | oct.      | nov.       | déc.       | année          |
| ------------------------------------- | --------- | ---------- | ---------- | ---------- | ---------- | --------- | --------- | --------- | ---------- | --------- | ---------- | ---------- | -------------- |
| Température minimale moyenne (°C)     | −27,1     | −24,3      | −18        | −6,6       | 1,5        | 7,8       | 11        | 8,9       | 3,4        | −3,6      | −15,4      | −23,2      | −7,1           |
| Température moyenne (°C)              | −21,9     | −18,4      | −11,3      | −0,6       | 7,7        | 14,1      | 17        | 14,9      | 8,7        | 0,6       | −11,1      | −18,2      | −1,5           |
| Température maximale moyenne (°C)     | −16,5     | −12,5      | −4,6       | 5,5        | 13,8       | 20,4      | 23        | 20,9      | 14         | 4,8       | −6,7       | −13,2      | 4,1            |
| Record de froid (°C) date du record   | −50 1969  | −51,1 1917 | −47,8 1908 | −35,6 1907 | −25,6 1907 | −8,9 1907 | −5 1907   | −6,7 1933 | −12,2 1974 | −30 1984  | −39,8 2006 | −49,4 1917 | −51,1 1/2/1917 |
| Record de chaleur (°C) date du record | 10,5 1993 | 15 1924    | 14,5 1984  | 27,1 1980  | 32,3 1995  | 39,3 2021 | 36,1 2021 | 34,1 2003 | 31,2 2011  | 26,5 1987 | 17 1984    | 13,9 1923  | 39,3 30/6/2021 |
| Précipitations (mm)                   | 14,9      | 14,1       | 15,8       | 16         | 27,2       | 44,4      | 67,4      | 50,2      | 44         | 28,8      | 24,5       | 18,4       | 365,7          |
| dont neige (cm)                       | 14,8      | 14,4       | 15,7       | 9,8        | 2,7        | 0         | 0         | 0         | 0,7        | 15,5      | 24,7       | 18,5       | 116,9          |
| Nombre de jours avec précipitations   | 11,4      | 10         | 9,2        | 7          | 9,9        | 11,7      | 13,6      | 12,9      | 12,4       | 11,7      | 13,9       | 11,5       | 135,1          |
| Humidité relative (%)                 | 75,5      | 71,8       | 64         | 52         | 46,2       | 48        | 51,7      | 56,2      | 59,2       | 68,5      | 80,3       | 77,9       | 62,6           |
| Nombre de jours avec neige            | 11,4      | 9,9        | 9          | 3,9        | 1,4        | 0,04      | 0         | 0         | 0,35       | 7         | 13,1       | 11,5       | 67,4           |

| Diagramme climatique                                  |                |             |           |             |             |          |             |         |             |               |                |
| J                                                     | F              | M           | A         | M           | J           | J        | A           | S       | O           | N             | D              |
| −16,5−27,114,9                                        | −12,5−24,314,1 | −4,6−1815,8 | 5,5−6,616 | 13,81,527,2 | 20,47,844,4 | 231167,4 | 20,98,950,2 | 143,444 | 4,8−3,628,8 | −6,7−15,424,5 | −13,2−23,218,4 |
| Moyennes : • Temp. maxi et mini °C • Précipitation mm |                |             |           |             |             |          |             |         |             |               |                |